# Trevor White (attore)
Trevor White (...) è un attore e doppiatore canadese.

## Biografia
White parla correntemente francese e spagnolo e si esibisce sia nel suo nativo canadese, sia con un accento inglese. 
Nel 2013, ha sposato l'attrice Eleanor Matsuura, che ha incontrato mentre appariva in una produzione RSC di Coriolanus. I due hanno avuto un figlio nel 2017.

## Carriera
I suoi crediti cinematografici includono Il cavaliere oscuro - Il ritorno, Jason Bourne, World War Z, La morte può attendere e Burton & Taylor, mentre per la televisione ha recitato in diversi episodi di Downton Abbey, Industry, I Hate Suzie, Doctor Who e tanti altri. 
Ha avuto anche ruoli ricorrenti nelle serie televisive Millennium, Hunted, X Company e I Durrell - La mia famiglia e altri animali.
A teatro, ha interpretato Hotspur in Enrico IV e Tullus Aufidius in Coriolanus, per la Royal Shakespeare Company. White ha anche interpretato James Tyrone Jr. nella produzione acclamata dalla critica del West End del 2012 di Lunga giornata di viaggio verso la notte di Eugene O'Neill, che ha vinto l'Olivier Award 2013 per il miglior revival. Nel 2022 White è stato scelto per il ruolo di Harry Potter nella première canadese di Harry Potter e la maledizione dell'erede, presso Toronto.
White ha anche prestato la voce per diversi videogiochi come Assassin's Creed, Star Wars: Battlefront, Mass Effect: Andromeda, Tom Clancy's The Division e LittleBigPlanet 2. È stato anche la voce di Frank Honey in Lego City Undercover, ruolo per la quale ha ricevuto diversi riconoscimenti, oltre ad essere stato nominato per il suo lavoro come Phoenix Wright ne Il professor Layton vs Phoenix Wright: Ace Attorney.

## Filmografia parziale

### Cinema
- The Vigil, regia di Justin MacGregor (1998)
- L'erba di Grace (Saving Grace), regia di Nigel Cole (2000)
- Hellraiser: Hellseeker, regia di Rick Bota (2002)
- La morte può attendere (Die Another Day), regia di Lee Tamahori (2002)
- Nella mente del serial killer (Mindhunters), regia di Renny Harlin (2004)
- Genova - Un luogo per ricominciare (Genova), regia di Michael Winterbottom (2008)
- Echelon Conspiracy - Il dono (Echelon Conspiracy), regia di Greg Marcks (2009)
- Moonshot - L'uomo sulla luna (Moon Shot), regia di Richard Dale (2009)
- The Whistleblower, regia di Larysa Kondracki (2010)
- Il cavaliere oscuro - Il ritorno (The Dark Knight Rises), regia di Christopher Nolan (2012)
- World War Z, regia di Marc Forster (2013)
- Burton & Taylor, regia di Richard Laxton (2013)
- Jason Bourne, regia di Paul Greengrass (2016)
- Mad to Be Normal, regia di Robert Mullan (2017)
- American Assassin, regia di Michael Cuesta (2017)
- Nessuno di speciale (Mainstream), regia di Gia Coppola (2020)

### Televisione
- Sentinel (The Sentinel) – serie TV, un episodio (1996)
- Millennium – serie TV, 5 episodi (1997-1999)
- Viper – serie TV, un episodio (1998)
- Oltre i limiti (The Outer Limits) – serie TV, un episodio (1999)
- Da Vinci's Inquest – serie TV, un episodio (2001)
- The Line of Beauty – serie TV, un episodio (2006)
- 11 settembre - Tragedia annunciata (The Path to 9/11) – serie TV, 2 episodi (2006)
- Ultimate Force – serie TV, un episodio (2006)
- Bonekickers - I segreti del tempo (Bonekickers) – serie TV, un episodio (2007)
- Casa Saddam (House of Saddam) – serie TV, un episodio (2008)
- Downton Abbey – serie TV, un episodio (2011)
- Episodes – serie TV, 7 episodi (2012)
- Hunted – serie TV, 2 episodi (2012)
- X Company – serie TV, 6 episodi (2016-2017)
- SS-GB – serie TV, 2 episodi (2017)
- I Durrell - La mia famiglia e altri animali (The Durrells) – serie TV, 2 episodi (2018)
- Doctor Who – serie TV, un episodio (2018)
- Counterpart – serie TV, un episodio (2019)
- I Hate Suzie – serie TV, un episodio (2020)

## Doppiatori italiani
Nelle versioni in italiano delle opere in cui ha recitato, Trevor White è stato doppiato da:
- Davide Lepore in Millennium (ep. 3x12)
- Alessandro Spadorcia in Millennium
- Oreste Baldini in Hellraiser: Hellseeker
- Luca Biagini in Moonshot - L'uomo sulla luna
- Franco Mannella in Downton Abbey
- Fabrizio Manfredi in Hunted
- Massimo De Ambrosis in American Assassin
- Roberto Certomà in Doctor Who

Come doppiatore, è sostituito da:
- Matteo Zanotti in Killzone: Mercenary